# Sociología del conocimiento
La sociología del conocimiento es el estudio de la relación entre el pensamiento humano y el contexto social en el que surge, y los efectos que las ideas predominantes tienen en las sociedades. No es un área especializada de la sociología. En su lugar, se ocupa de amplias cuestiones fundamentales sobre el alcance y los límites de las influencias sociales en la vida de las personas y la base sociocultural de nuestro conocimiento sobre el mundo. La sociología del conocimiento tiene una subclase y un complemento. Su subclase es la Sociología del conocimiento científico. Su complemento es la sociología de la ignorancia.
La sociología del conocimiento fue iniciada principalmente por el sociólogo Émile Durkheim a principios del siglo XX. El término empezó a generalizarse en la década de 1920, cuando varios sociólogos de lengua alemana escribieron sobre el tema: entre ellos destacan Karl Mannheim, con su obra Ideología y utopía, y Max Scheler. El dominio del funcionalismo a mediados del siglo XX supuso que la sociología del conocimiento permaneciese en un lugar secundario dentro del pensamiento sociológico. En gran medida, fue reinventada y aplicada a los estudios sobre la vida diaria en la década de los sesenta, en especial por Peter L. Berger y Thomas Luckmann en La construcción social de la realidad (1966) y sigue estando en la base de los métodos de comprensión cualitativa de las sociedades humanas.
Aunque resulta muy influyente en la sociología contemporánea, la sociología del conocimiento ha tenido un impacto más significativo sobre la ciencia, especialmente por su contribución a la discusión y comprensión de la propia naturaleza de la ciencia, sobre todo a través de la obra de Thomas Kuhn, sobre La estructura de las revoluciones científicas.

## Aproximaciones

### Émile Durkheim
A Émile Durkheim (1858–1917) se le atribuye haber sido el primer profesor en establecer con éxito el campo de la sociología, institucionalizando un departamento de sociología en la Universidad de Burdeos en la década de 1890. Si bien sus obras tratan varios temas, incluido el suicidio, la familia, las estructuras sociales y las instituciones sociales, gran parte de su obra trata de la sociología del conocimiento. 
Al principio de su carrera publicó el ensayo De quelques formes primigenios de clasificación, escrito en 1902 con Marcel Mauss, donde Durkheim trabajó principalmente en un marco kantiano y buscó comprender cómo los conceptos y categorías del pensamiento lógico surgen de la vida social. Sostuvo, por ejemplo, que los tipos de espacio y tiempo no eran a priori. En cambio, la categoría de espacio depende de la agrupación social de una sociedad y el uso geográfico del espacio y el ritmo social de un grupo que determina nuestra comprensión del tiempo. En esto, Durkheim buscó combinar elementos del racionalismo y el empirismo, argumentando que ciertos aspectos del pensamiento lógico comunes a todos los humanos existían, pero que eran productos de la vida colectiva (contradiciendo así la comprensión empirista de tabula rasa según la cual las categorías se adquieren solo mediante la experiencia individual), y que no eran verdades universales a priori (como argumentaba Kant) ya que el contenido de las categorías difería de una sociedad a otra.
Otro elemento clave de la teoría del conocimiento de Durkheim es su concepto de représentations collectives (representaciones colectivas), que se esboza en Las formas elementales de la vida religiosa. Las representaciones colectivas son los símbolos e imágenes que vienen a representar las ideas, creencias y valores elaborados por una colectividad y no son reducibles a constituyentes individuales. Pueden incluir palabras, eslóganes, ideas o cualquier cantidad de elementos materiales que puedan servir como símbolo, como una cruz, una roca, un templo, una pluma, etc. Como elabora Durkheim, las representaciones colectivas se crean a través de una intensa interacción social y son productos de la actividad colectiva. Estas representaciones existen externamente al individuo (ya que no son creadas y controladas por el individuo sino por la sociedad como un todo) y, sin embargo, simultáneamente dentro de cada individuo de la sociedad (por virtud de la participación de ese individuo en la sociedad).
Podría decirse que la "representación colectiva" más importante es el lenguaje, que según Durkheim es un producto de la acción colectiva. Y como el lenguaje es una acción colectiva, el lenguaje contiene en sí mismo una historia de conocimiento y experiencia acumulados que ningún individuo sería capaz de crear por sí mismo.
El lenguaje, como producto social, estructura y da forma a nuestra experiencia de la realidad, una idea desarrollada por filósofos franceses posteriores, como Michel Foucault.

### Karl Mannheim
Los filósofos políticos Karl Marx (1818-1883) y Friedrich Engels (1820-1895) afirmaron en Die Deutsche Ideologie (1846, La ideología alemana) y en otras obras que la ideología de la gente, incluidas sus creencias y opiniones políticas y sociales, derivaban de sus intereses de clase, y más en general en las condiciones sociales y económicas en que vivían: "Es el hombre, quien en el desarrollo de sus intercambios materiales, cambia, junto con su existencia real, su pensamiento y los productos de su pensamiento. La vida no está determinada por la conciencia, sino que la conciencia lo está por la vida" (Marx-Engels Gesamtausgabe 1/5). 
Bajo la influencia de esta doctrina y de la Fenomenología, el sociólogo alemán (nacido en Hungría) Karl Mannheim (1893-1947) impulsó el desarrollo de la sociología del conocimiento con su Ideologie und Utopie (1929, Ideología y utopía), aunque el término había sido utilizado por primera vez cinco años antes por el cofundador del movimiento, el filósofo y teórico social alemán Max Scheler (1874-1928), en Versuche zu einer Soziologie des Wissens (1924, Ensayo de una sociología del conocimiento). Una interpretación fuerte diría que todo el conocimiento y las creencias son resultado de las fuerzas sociopolíticas, pero esta versión es autodestructiva, pues de ser cierta, resultaría ser también un simple producto de las fuerzas sociopolíticas, perdiendo su valor de verdad y su fuerza persuasiva. Mannheim intentó evitar esta paradoja excluyendo a los intelectuales del sistema, pues los consideraba apenas vinculados a las tradiciones sociales, relativamente liberados del sistema de clases y capaces de evitar las dependencias de las ideologías totales y de forjar una "síntesis dinámica" de las ideologías de los demás grupos. La sociedad determina el contenido mismo del pensamiento.

### Sociología fenomenológica
Basándose en la fenomenología filosófica de Edmund Husserl, Alfred Schütz propuso una aproximación microsociológica también llamada fenomenología. Schutz observó el modo en el que los miembros comunes de la sociedad constituían y reconstituían el mundo en el que vivían, su mundo vital. Para Schutz, era importante poner entre paréntesis las nociones fácilmente asumidas sobre la vida para poder entender correctamente el mundo vital de los entes sociales estudiados.

### Michel Foucault
Una línea especialmente importante de la sociología del conocimiento deriva de la obra crítica de Michel Foucault. En su Historia de la locura en la época clásica (1961), afirma que las concepciones de locura y de lo que se consideraba "razón" o "conocimiento" estaban culturalmente determinadas, y a este respecto, refleja críticas similares de Thomas Szasz, en la época, uno de los máximos críticos de la psiquiatría. Foucault y Szasz coincidían en que los procesos sociológicos tenían un papel fundamental en la definición de la "locura" como "enfermedad" y en la prescripción de "curas" para la misma.
En El nacimiento de la clínica (1963), Foucault extendió su crítica a toda la medicina científica moderna, en la que trata la metáfora conceptual central de la “observación”, con sus implicaciones en la educación médica, el diseño de prisiones y el estado carcelario.
Por último, en Las palabras y las cosas (1966) y en La arqueología del saber (1969), Foucault introdujo los conceptos abstractos de mathesis y taxonomía. Según él, estos conceptos transformaron los estudios, propios de los siglos XVII y XVIII, sobre "gramática general" convirtiéndolos en la moderna "lingüística", la "historia natural", en la "biología" moderna, y el "análisis de la riqueza", en la "economía" actual. Todo ello, apuntó Foucault, sin pérdida de sentido. El siglo XIX transformó lo que había sido hasta entonces el conocimiento.
Quizá la más famosa y controvertida afirmación de Foucault ha sido que, según él, antes del siglo XVIII, "el hombre no existía". Los conceptos de humanidad y de humanismo fueron invenciones o creaciones de esta transformación acaecida en el siglo XIX. Del mismo modo, se introdujo un prejuicio o sesgo cognitivo en la ciencia, al conceder total confianza a la capacidad del científico individual para ver y representar las cosas objetivamente. Este estudio aún sirve de guía para la sociología del conocimiento y se considera que está en el origen del postmodernismo.
Resulta ilustrativo, como parte de la reflexión conceptual de dicho pensador, hacer una lectura detenida de la última entrevista que concedió a dos estudiantes universitarios en Estados Unidos.

### Bruno Latour
Bruno Latour es un sociólogo de la ciencia francés, conocido por sus libros Nunca fuimos modernos (1991), La vida en el laboratorio (con Steve Woolgar, 1979) y Ciencia en acción (1987), donde describen el proceso de investigación científica desde la perspectiva de una construcción (constructo) social, basada en la observación de campo del trabajo de los científicos.

## Sociología del conocimiento matemático
Los estudios sobre la práctica matemática y ciertos sectores de la filosofía de la matemática (cuasi-empirismo) también se consideran parte de la sociología del conocimiento, pues centran su objeto de estudio en la comunidad de los investigadores en matemáticas y en sus prejuicios asumidos comúnmente. Desde que en 1960 Eugene Wigner se preguntase por qué ciertos campos como la física y la matemática tenían que concordar perfectamente, cuestión que Hilary Putnam trató de un modo más riguroso en 1975, se ha tratado de un asunto muy debatido. Las soluciones propuestas señalan que los constituyentes fundamentales del pensamiento matemático: espacio, estructura formal y proporción numérica, también lo son de la física. Además, la física no es otra cosa que un modelo de la realidad y la observación de relaciones causales que gobiernan fenómenos observados y repetibles, mientras que gran parte de las matemáticas se han desarrollado con el fin de servir a estos modelos de forma rigurosa. Otra aproximación consiste en sugerir que no hay tal problema, que la división del pensamiento científico con términos como 'matemáticas' y 'física' sólo tiene utilidad en su función práctica diaria de categorización y distinción.
Se han realizado contribuciones fundamentales a la sociología del conocimiento matemático por parte de autores como Sal Restivo y David Bloor. Restivo parte de las obras de Oswald Spengler (La decadencia de Occidente, 1926), Raymond L. Wilder y Lesley A. White, así como de sociólogos contemporáneos. Bloor, en cambio, se basa en Ludwig Wittgenstein. Pero ambos defienden que el conocimiento matemático es una construcción social y en su esencia se encuentran factores históricos y contingentes irreducibles. Últimamente, Paul Ernest ha propuesto una visión del conocimiento matemático desde una perspectiva socio-constructivista, basándose en la obra de ambos sociólogos. Por otra parte, un curioso artefacto de la sociología del conocimiento es el número de Erdős (la menor distancia en la red de matemáticos hasta Paul Erdős).